# وسترلانت
وسترلانت (به آلمانی: Westerland) یک منطقهٔ مسکونی در آلمان است که در جزیره زیلت واقع شده‌است. وسترلانت ۹٬۰۳۲ نفر جمعیت دارد.

## خواهرخوانده
شهر سنت موریتز در سوئیس خواهرخواندهٔ وسترلانت هست.